# ÖBB 5022
Die Reihe 5022 der Österreichischen Bundesbahnen (ÖBB) sind Dieseltriebwagen der Type Siemens Desiro Classic, die im Regionalverkehr eingesetzt werden. Der Einsatz im Planverkehr begann 2005.

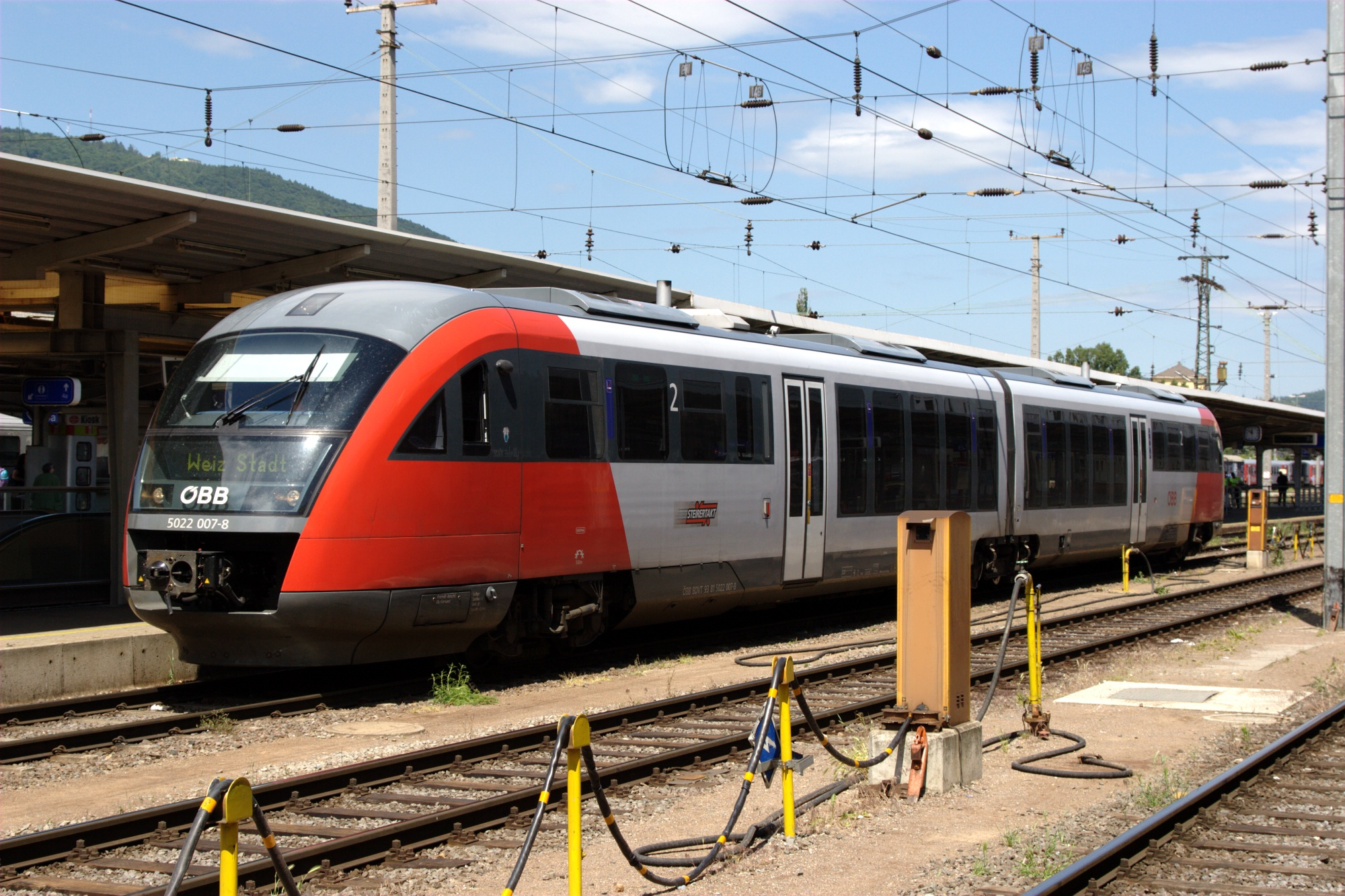
5022 007 im ursprünglichen „Schrägdesign“, im Grazer Hauptbahnhof vor dem Umbau, Mai 2007

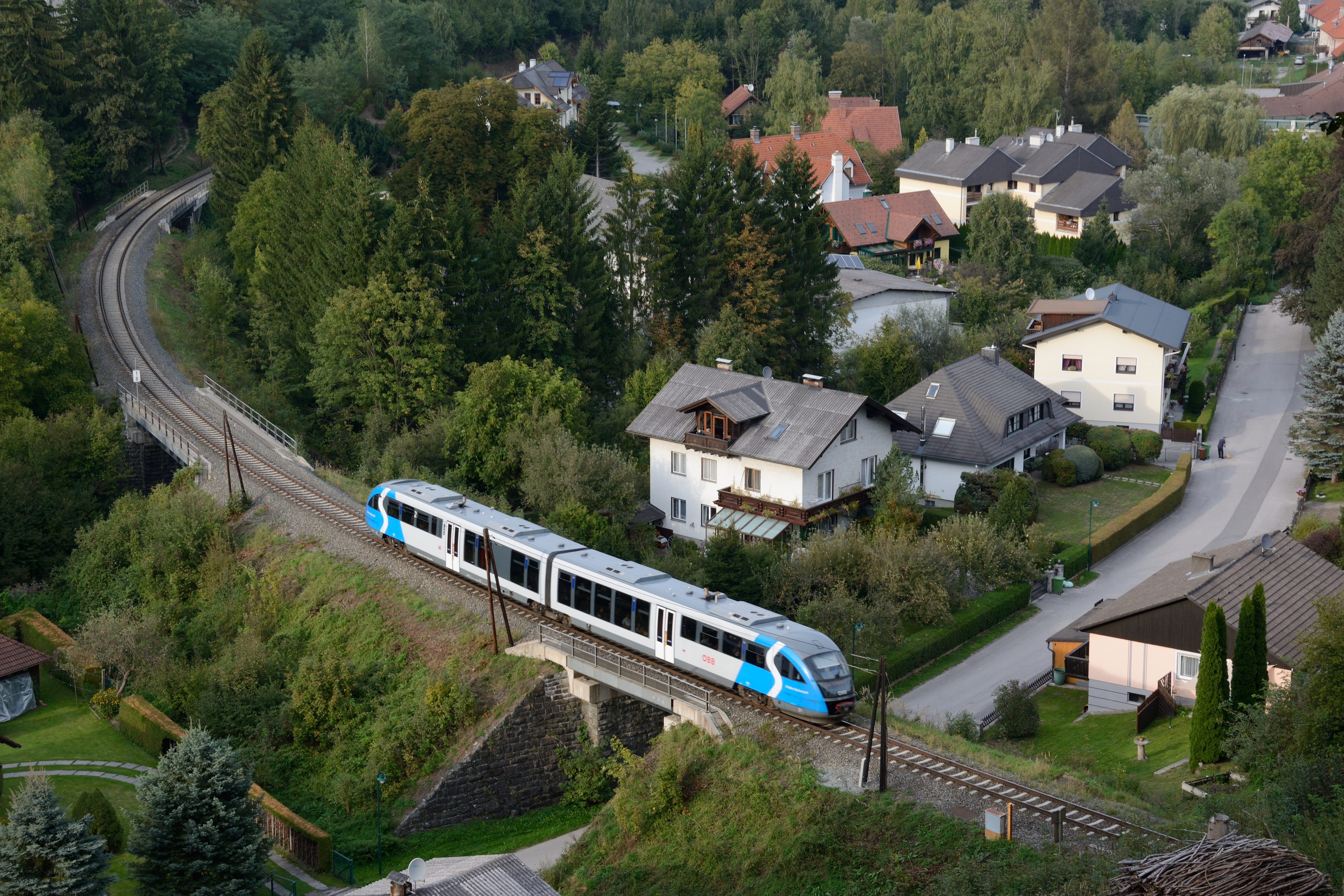
Ein 5022 auf der Wechselbahn in Aspang-Markt

## Geschichte
Die ÖBB vergaben im März 2003 einen Auftrag über 20 Fahrzeuge mit einer Option auf weitere 40 Triebwagen. Seit September 2005 befinden sich die ersten 20 Fahrzeuge im Einsatz. 2007 und 2008 wurden die im Rahmen der eingelösten Option beschafften Triebwagen in Betrieb gesetzt. Somit stehen im Fuhrpark der ÖBB 60 Einheiten zur Verfügung.
Die Triebwagen wurden ab Herbst 2017 ins Cityjet-Design versetzt. Im Zuge des Umbaus wurden alle Triebwagen umlackiert sowie der Innenraum umgestaltet.
Alle Dieseltriebwagen der Reihe 5022 sind nach dem ÖBB-Konzern, der seit dem 1. Jänner 2005 operativ tätig ist, der Österreichische Bundesbahnen – Personenverkehr AG zugeordnet.

## Einsatz

### Aktuelle Einsatzgebiete
- Thermenbahn
- Aspangbahn
- Wechselbahn
- Mattersburger Bahn
- Gutensteinerbahn
- Schneebergbahn
- Mühlkreisbahn
- Innviertelbahn
- Steirische Ostbahn
- Radkersburger Bahn – seit 10. Dezember 2006
- Donauuferbahn (St. Valentin–St. Nikola-Struden) – seit 14. April 2008
- Almtalbahn – seit 12. Dezember 2010
- Mattigtalbahn – seit Dezember 2024
- Kamptalbahn (sowie Krems - St. Pölten Hbf.) – seit Dezember 2024[1] (Mischbetrieb mit 5047)
- Erlauftalbahn (Scheibbs-Pöchlarn) - seit Dezember 2024 im Mischbetrieb mit 5047[2]

### Ehemaliger Einsatz
- Weizerbahn (von den Steiermärkischen Landesbahnen gemietet) – bis 2010
- Gailtalbahn – von 26. Juli 2007 bis 6. Mai 2019.[3]
- Pinkatalbahn – bis 31. Juli 2011
- Rosentalbahn – von 15. Dezember 2008 bis 13. Februar 2022
- Lavanttalbahn – bis 10. Dezember 2022
- Jauntalbahn – bis 10. Dezember 2022
- Donauuferbahn zwischen St. Nikola-Struden und Sarmingstein – bis Dezember 2019
- Drautalbahn – bis 2. April 2023
- Leobersdorfer Bahn (Leobersdorf–Weissenbach-Neuhaus) – von Mai 2023 bis Ende 2024
- Traisentalbahn (Traisen–Schrambach) – Dezember 2024 bis Februar 2025[4]
- Leobersdorfer Bahn (St. Pölten–Hainfeld) – Dezember 2024 bis Februar 2025[4]

## Redesign
Seit Herbst 2017 wurden die Triebwagen ins Cityjet-Design umlackiert. Außerdem wird dabei der Innenraum umgestaltet und der Sitzkomfort durch den Einbau neuer Kopfstützen (und neuer Sitzbezüge) erhöht.
Als erstes Fahrzeug wurde der 5022 001 noch in einem kantigen Frontdesign umgestaltet. Die Kanten im Design wurde jedoch bei den folgenden Fahrzeugen nicht übernommen und ersetzt. Dieser wird seit dem 1. November 2017 im neuen Design von Graz bzw. von Wiener Neustadt aus eingesetzt. Mitte November 2017 wurde der 5022 003 als zweiter Triebwagen im neuen Design am Wiener Westbahnhof präsentiert.

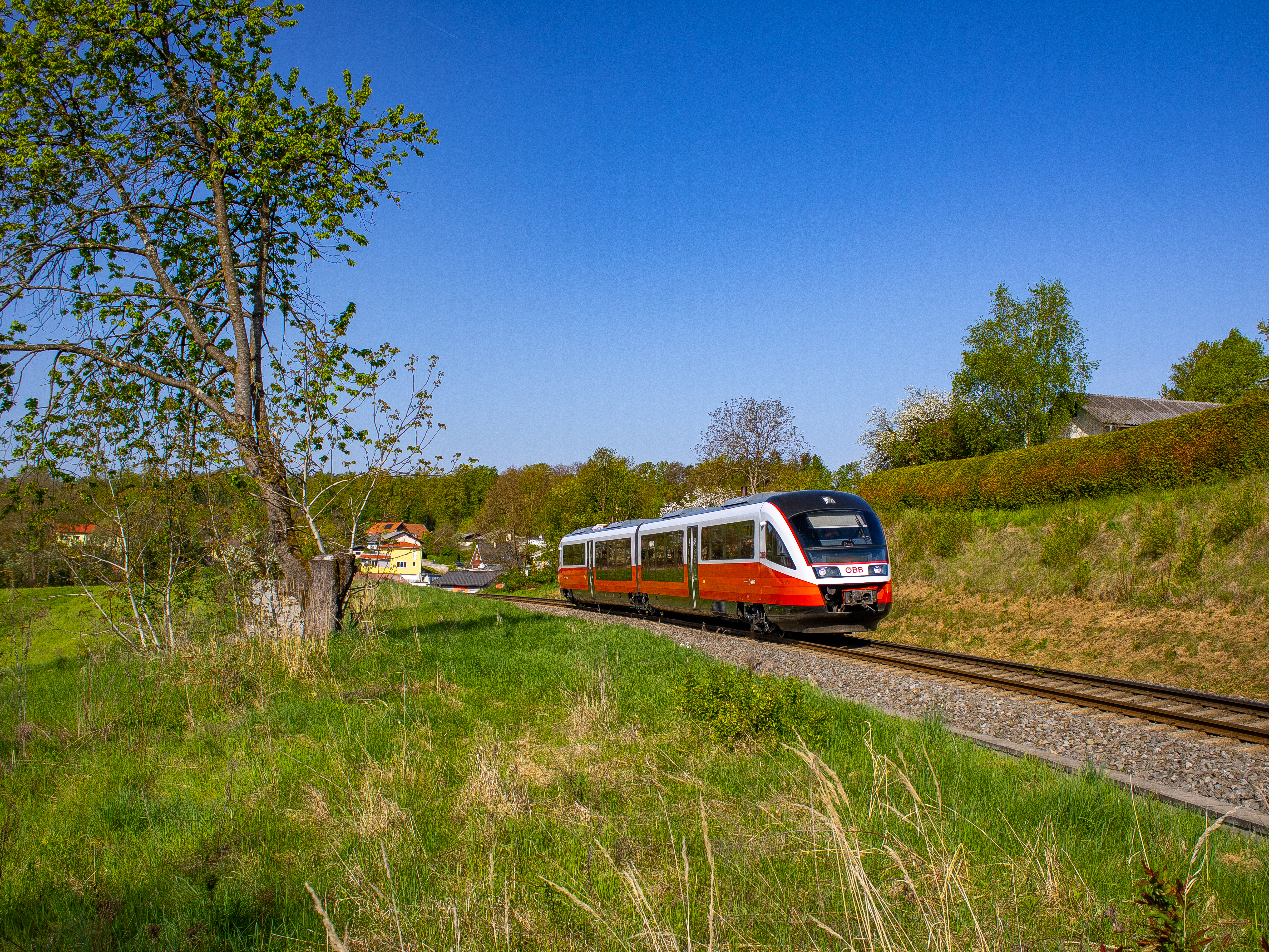
5022 051 nach dem Redesign
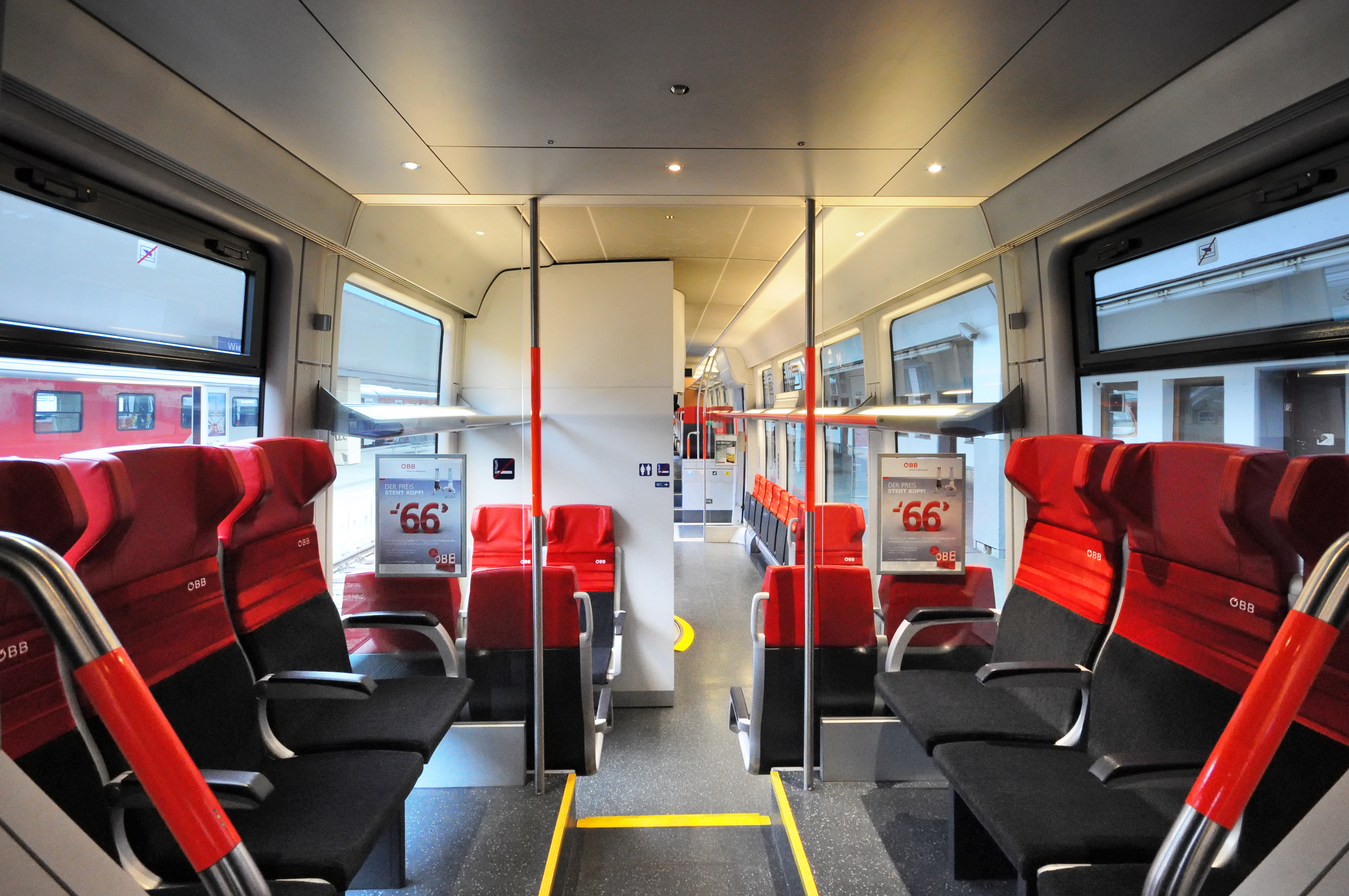
Innenraum nach dem Redesign
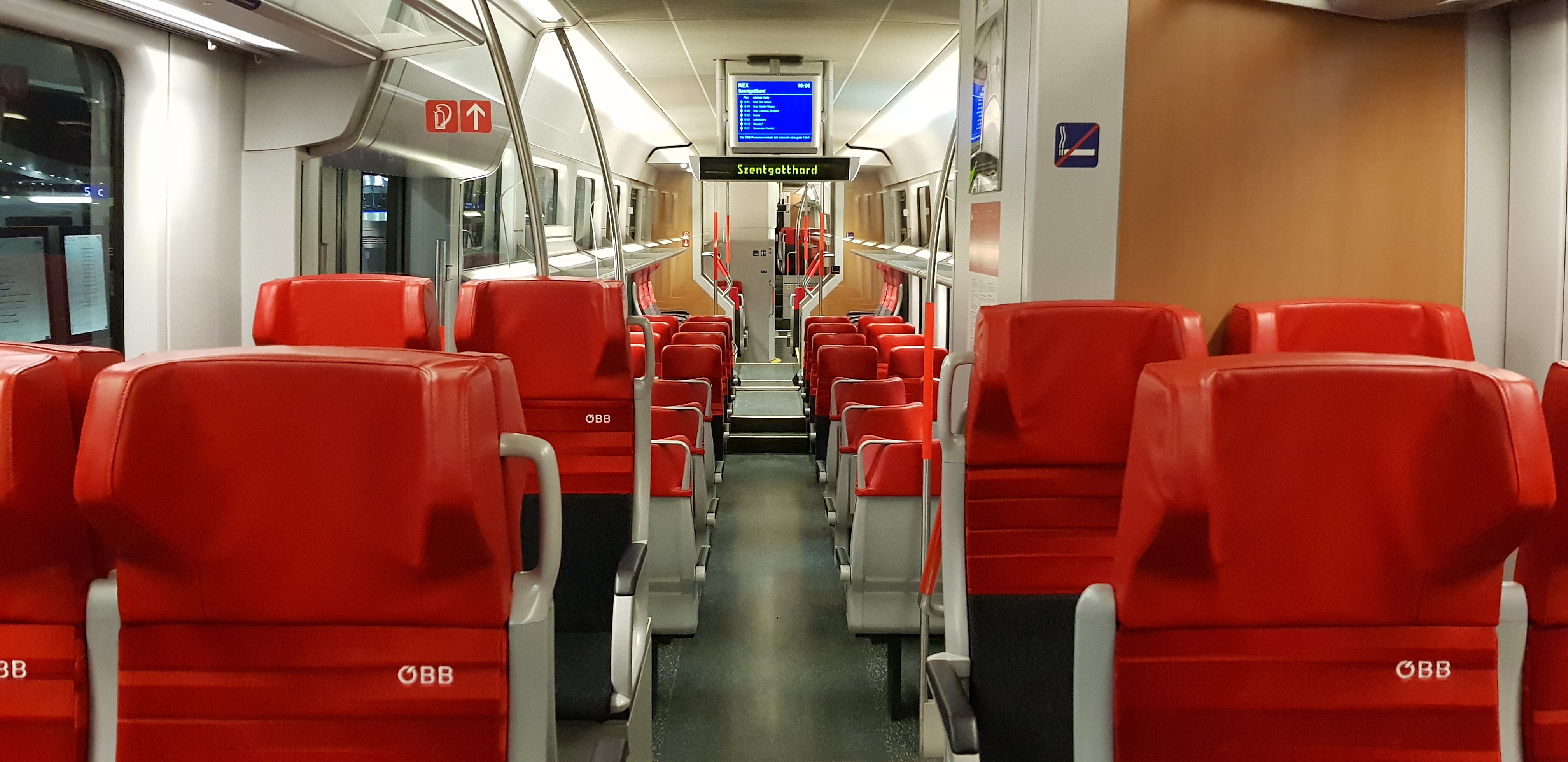
Innenraum nach dem Redesign

## Galerie

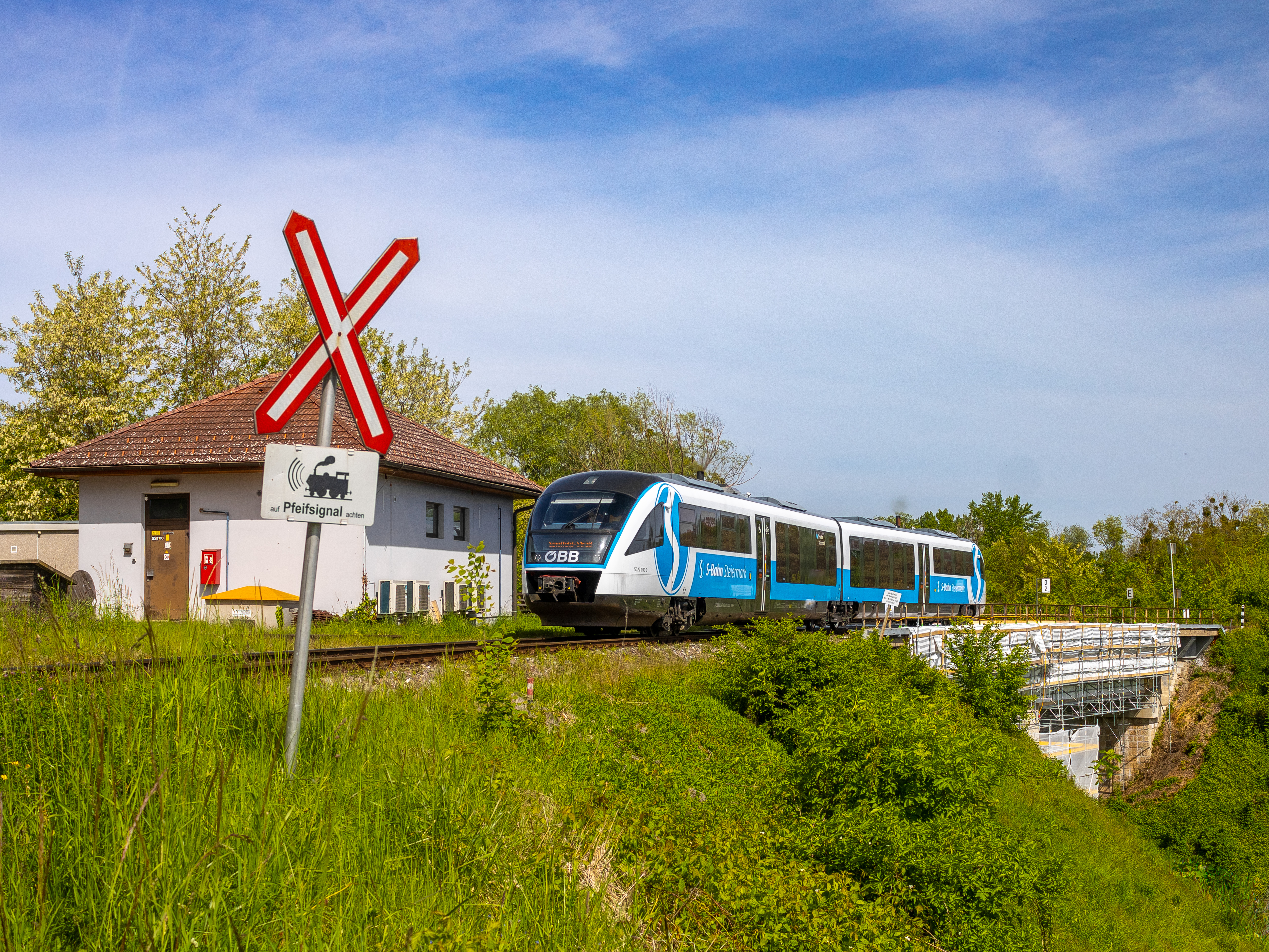
Triebwagen 5022 039 im neuen S-Bahn Steiermark-Design

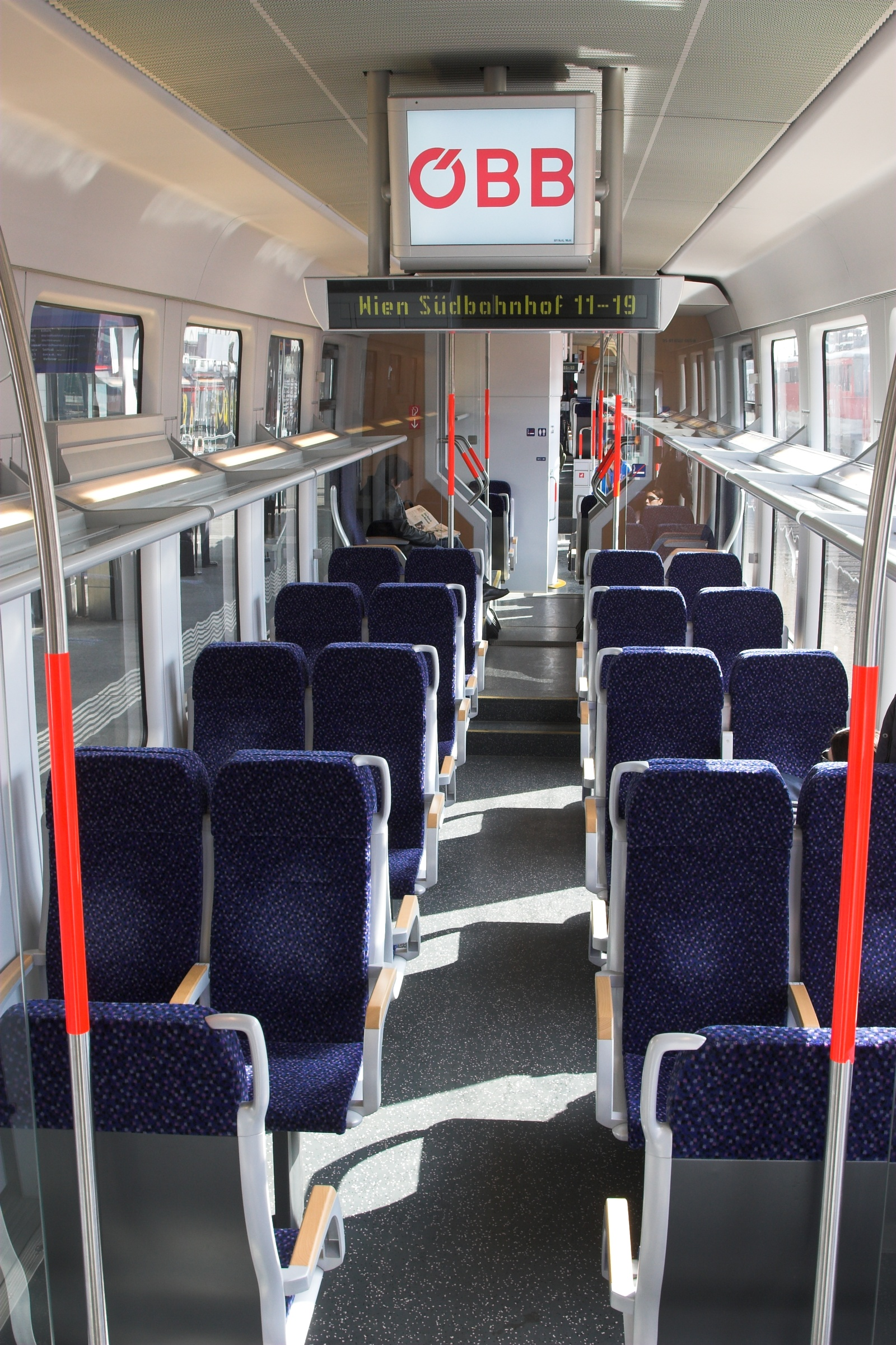
Innenraum vor dem Redesign
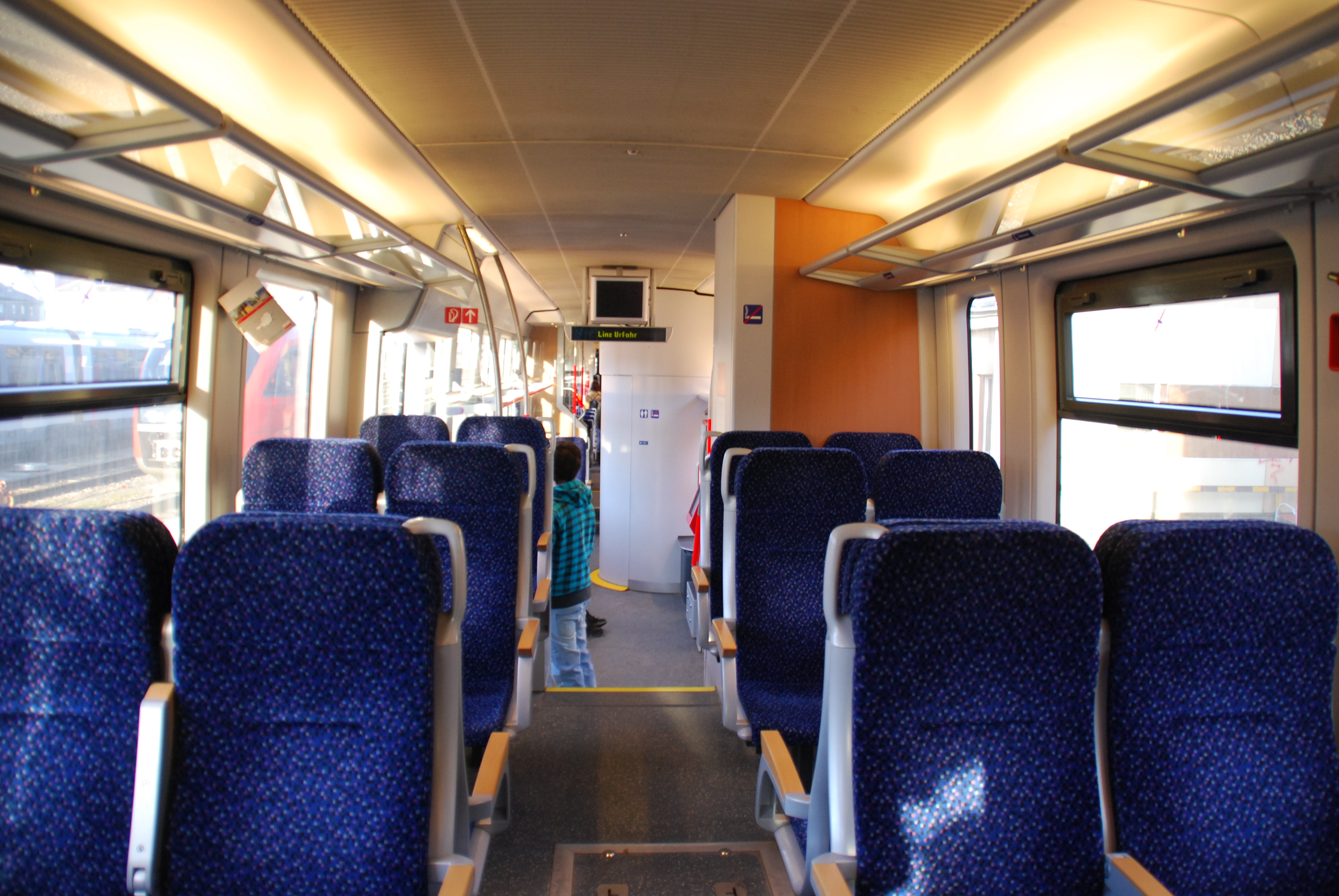
Innenraum vor dem Redesign
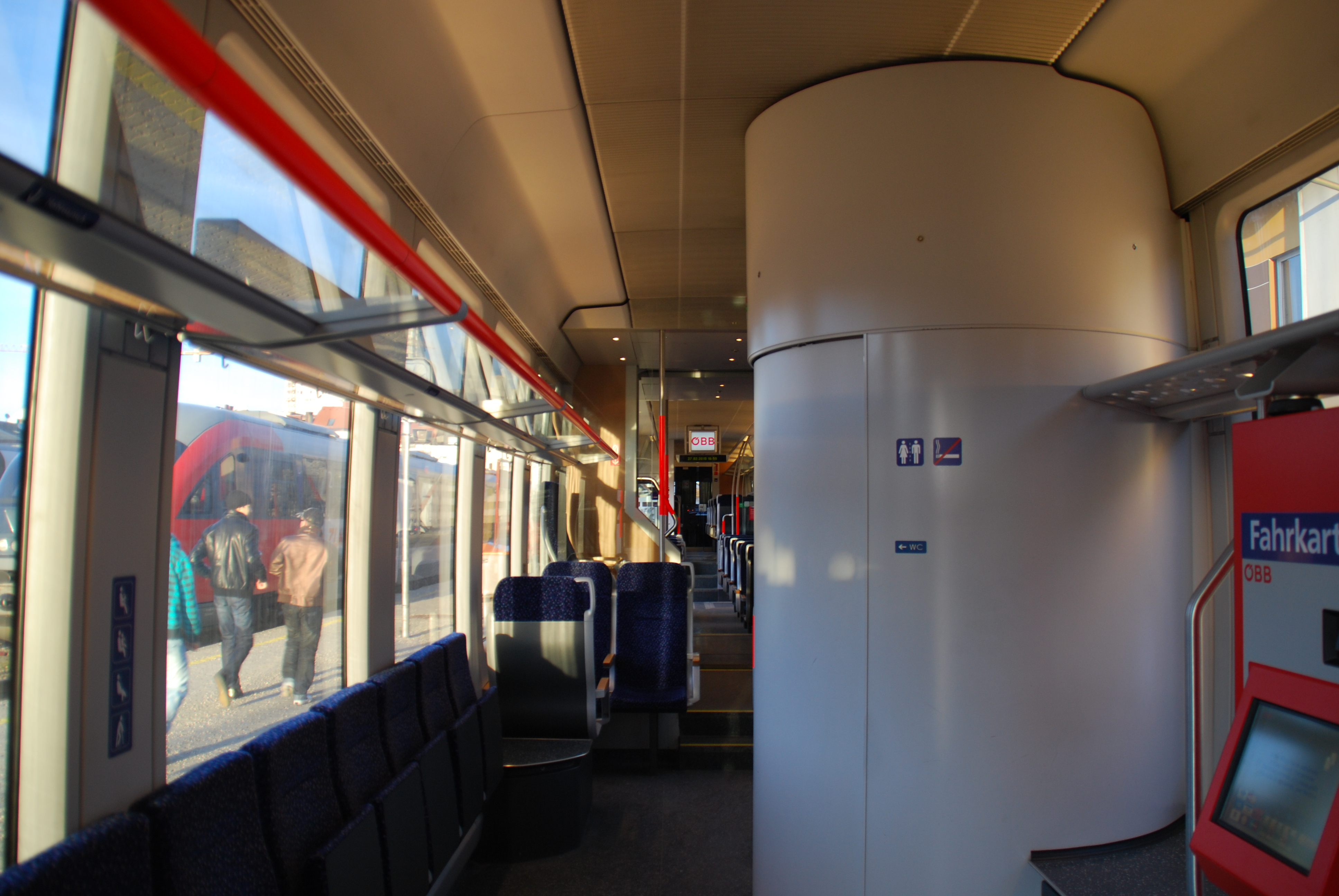
Innenraum vor dem Redesign
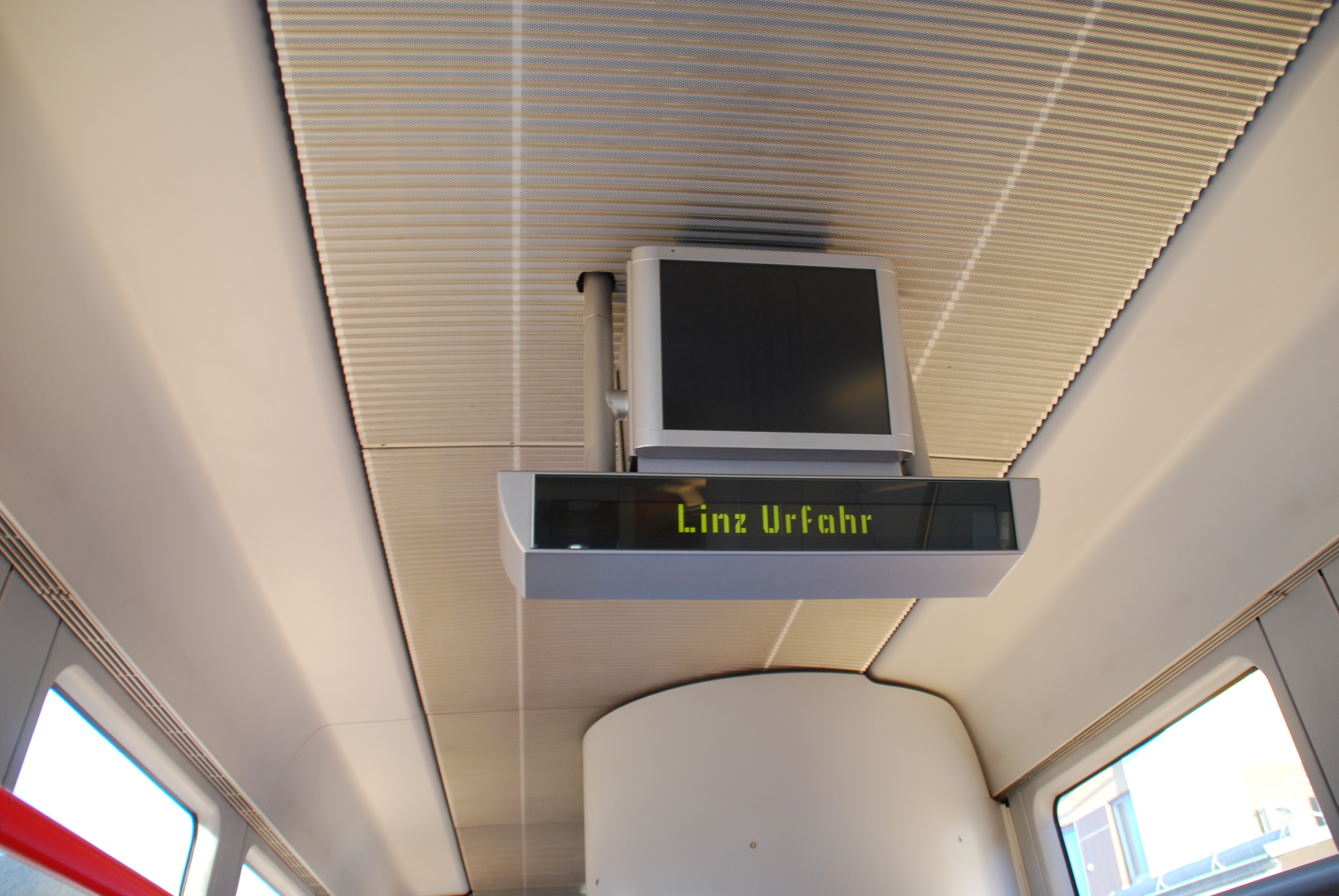
Bildschirm im Innenraum
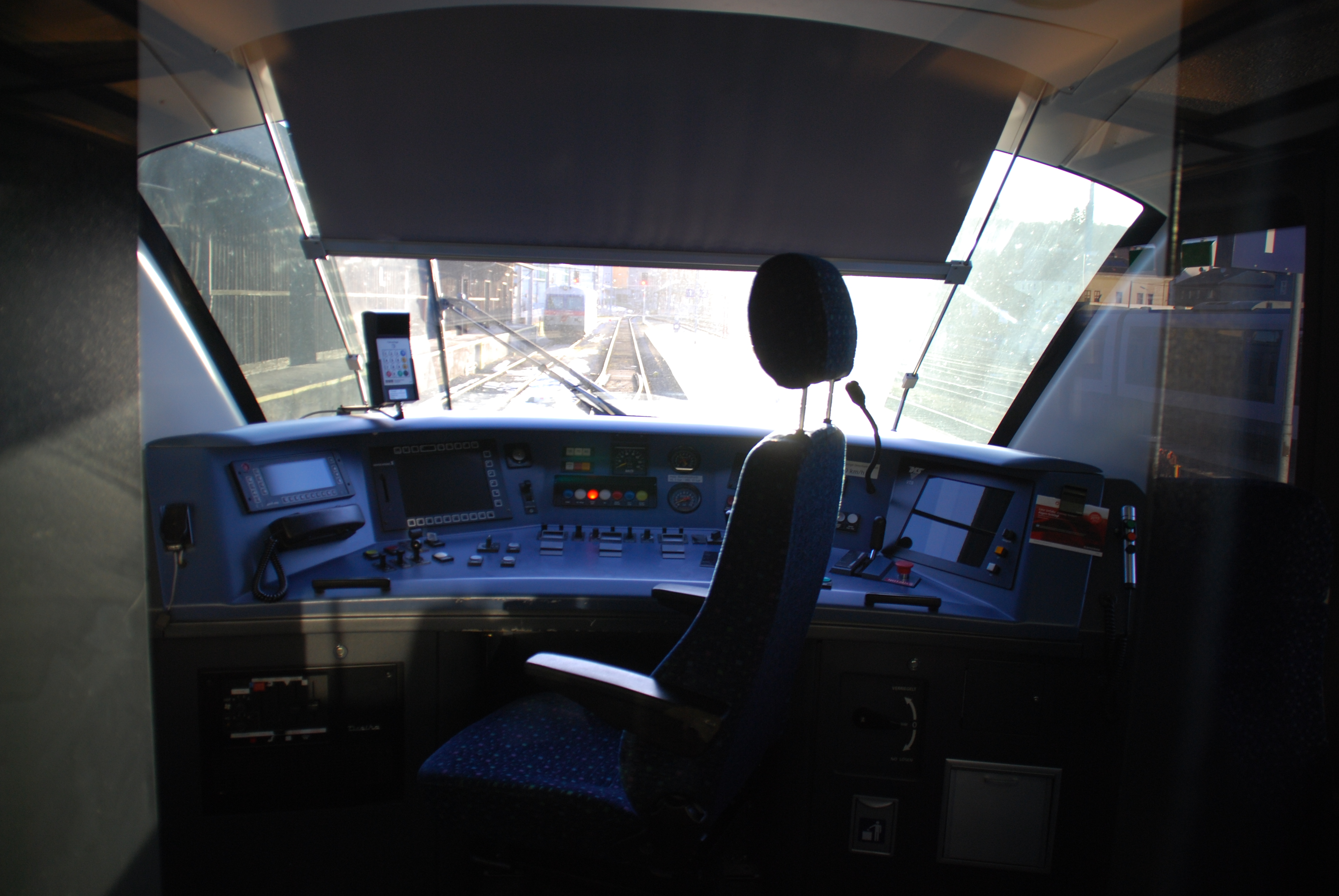
Führerstand
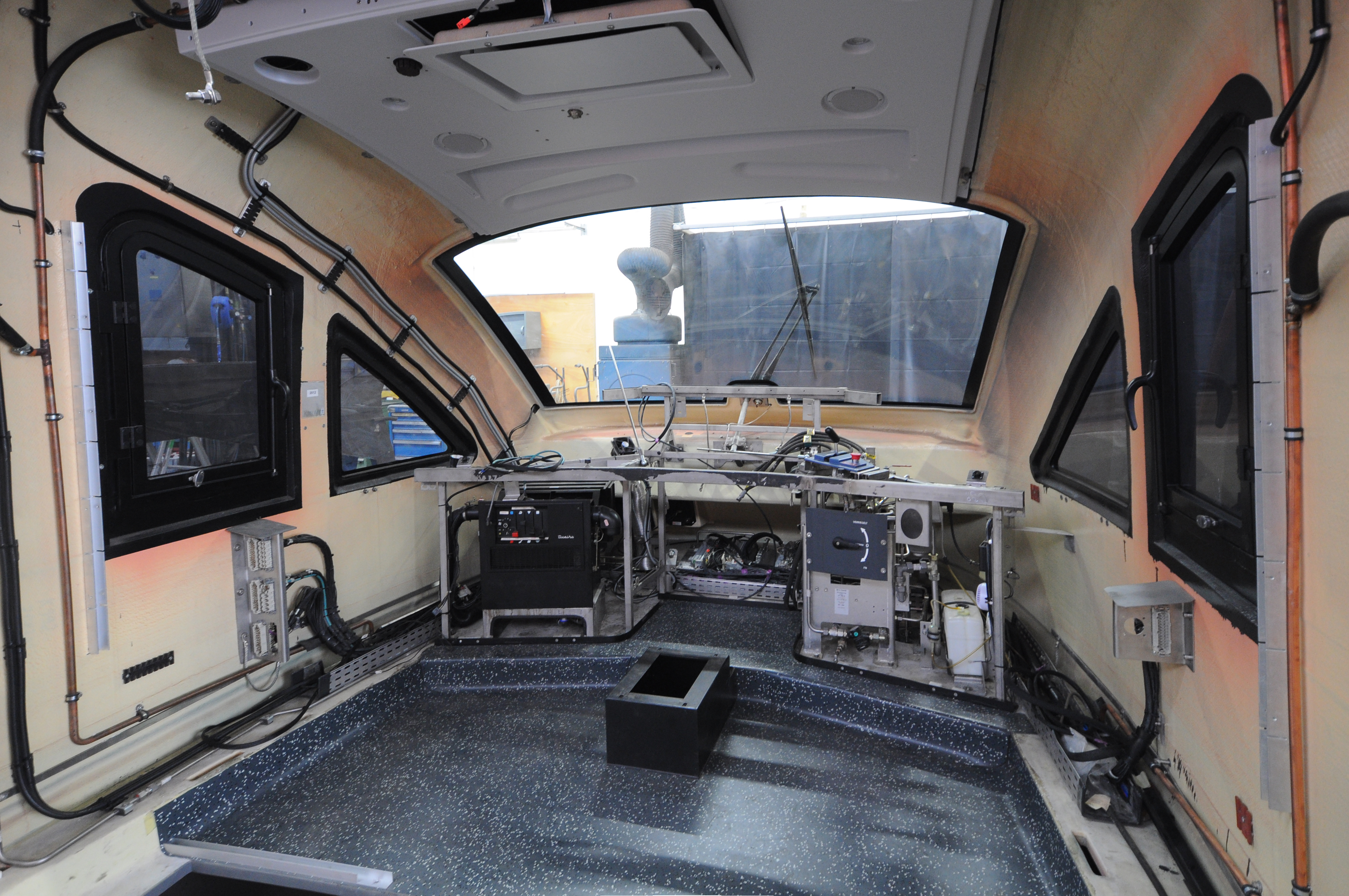
Leeres Führerstandsmodul
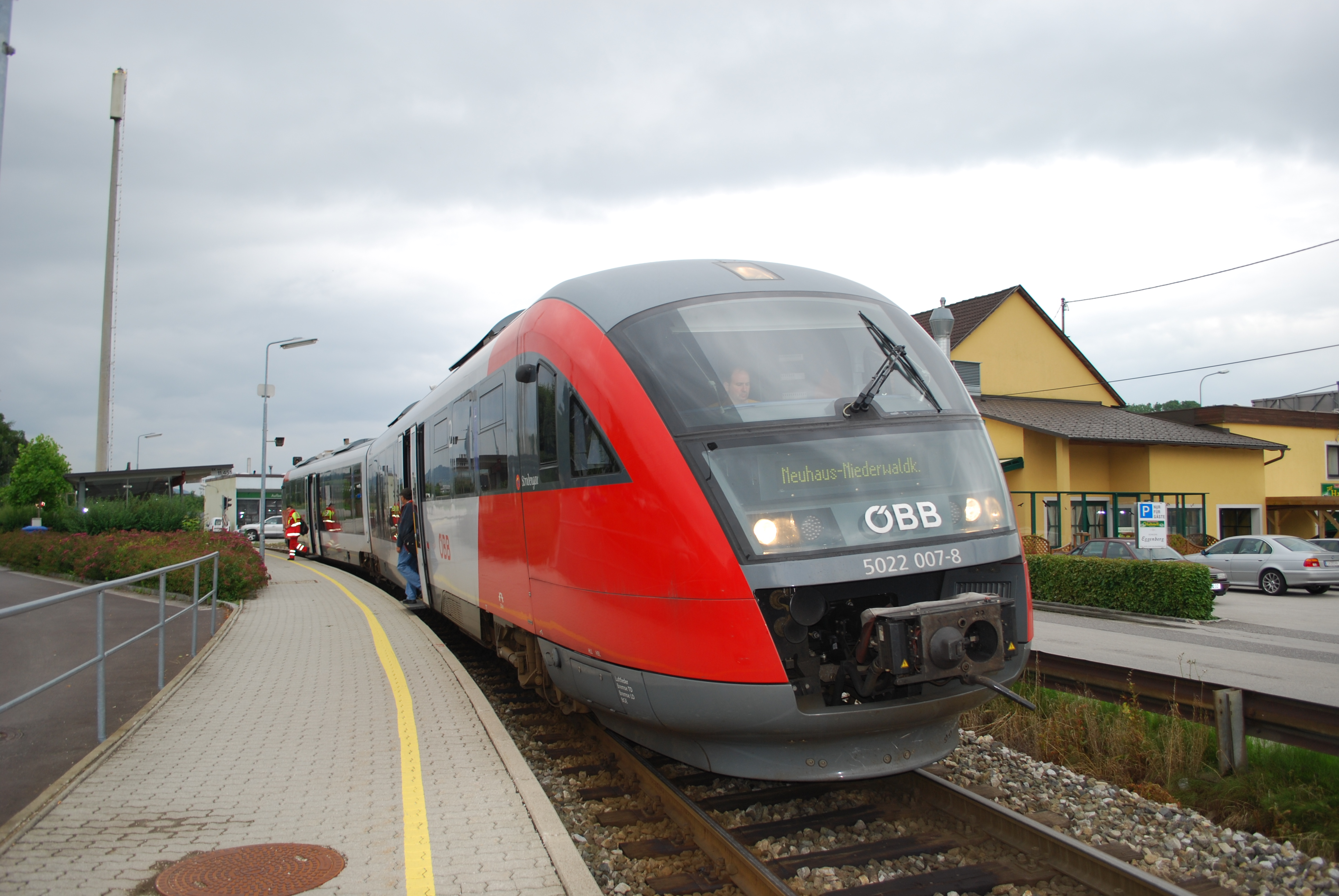
ÖBB 5022 in Walding
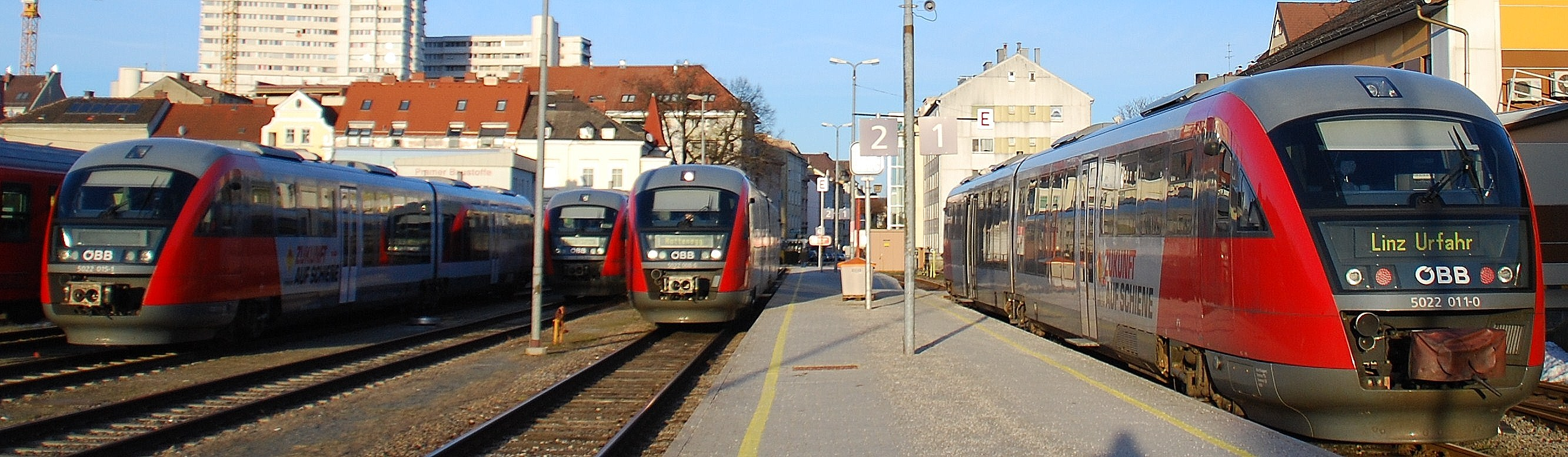
Vier Triebwagen der Reihe 5022 in Linz-Urfahr
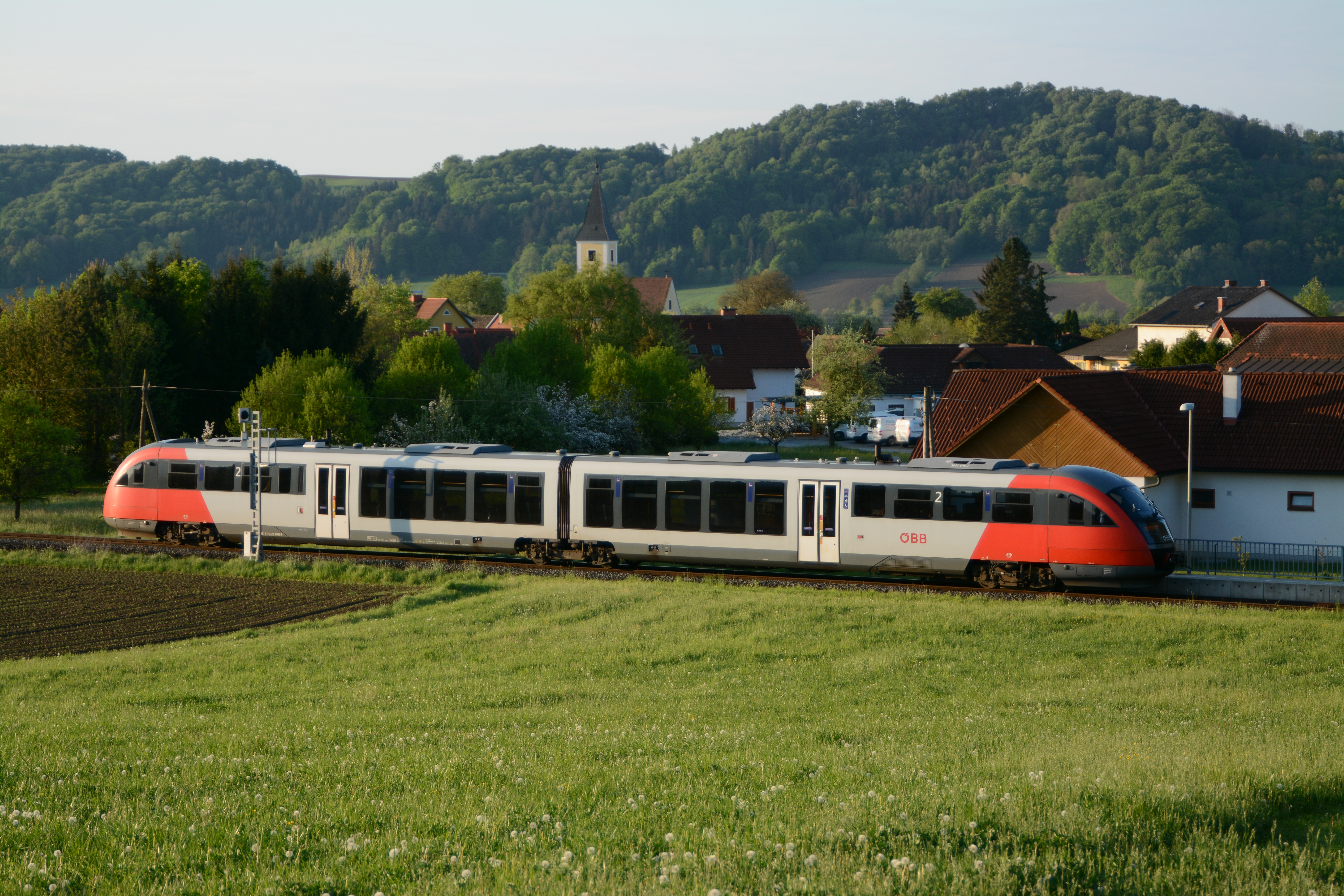
Desiro auf der Thermenbahn bei Übersbach
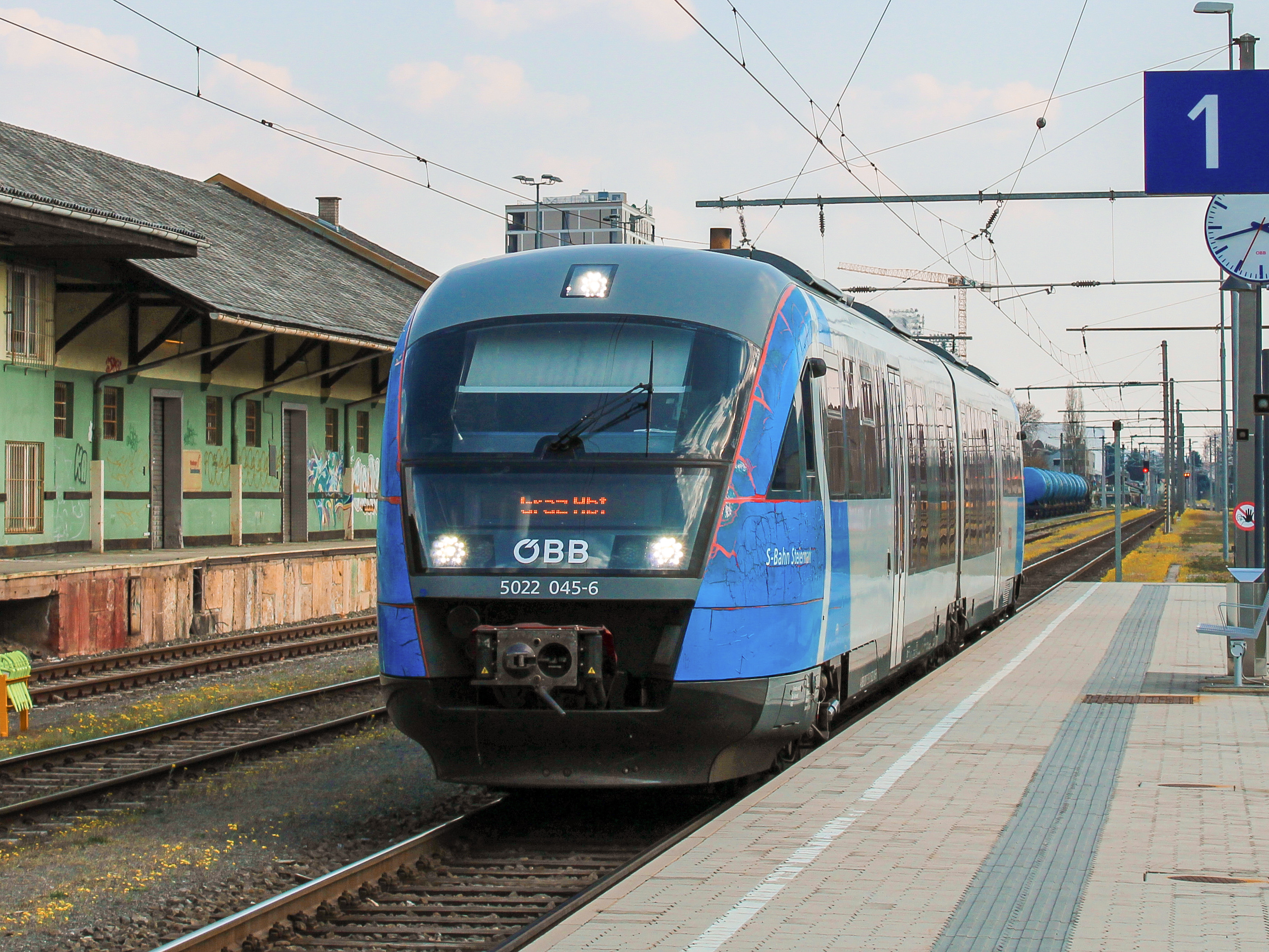
5022 045 im ehemaligen Design der S-Bahn Steiermark
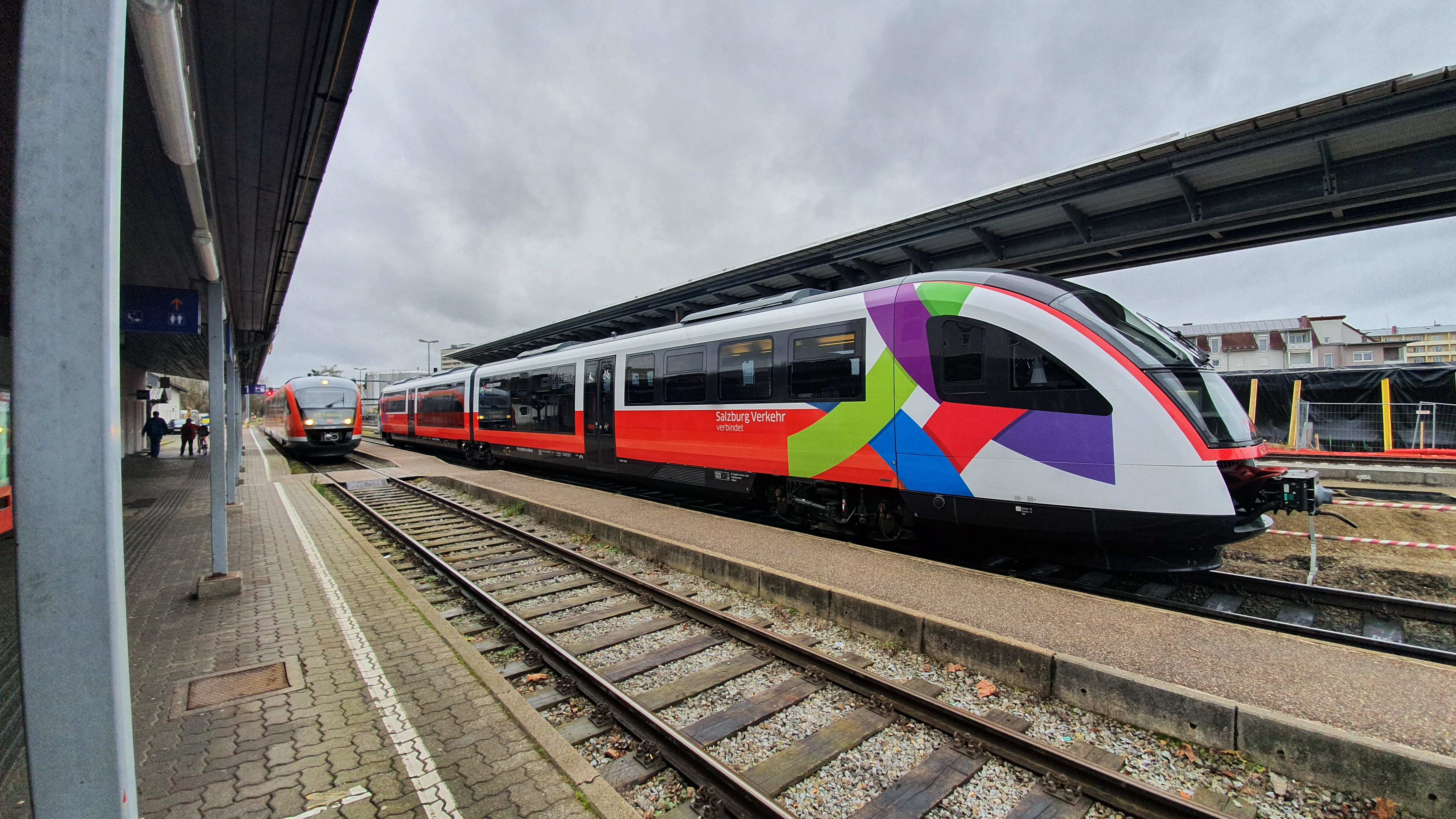
Desiro mit DB-Betriebsnummer und ÖBB-Logo im kombinierten Cityjet und Salzburg Verkehr-Design